# Parque Estadual do Camaquã

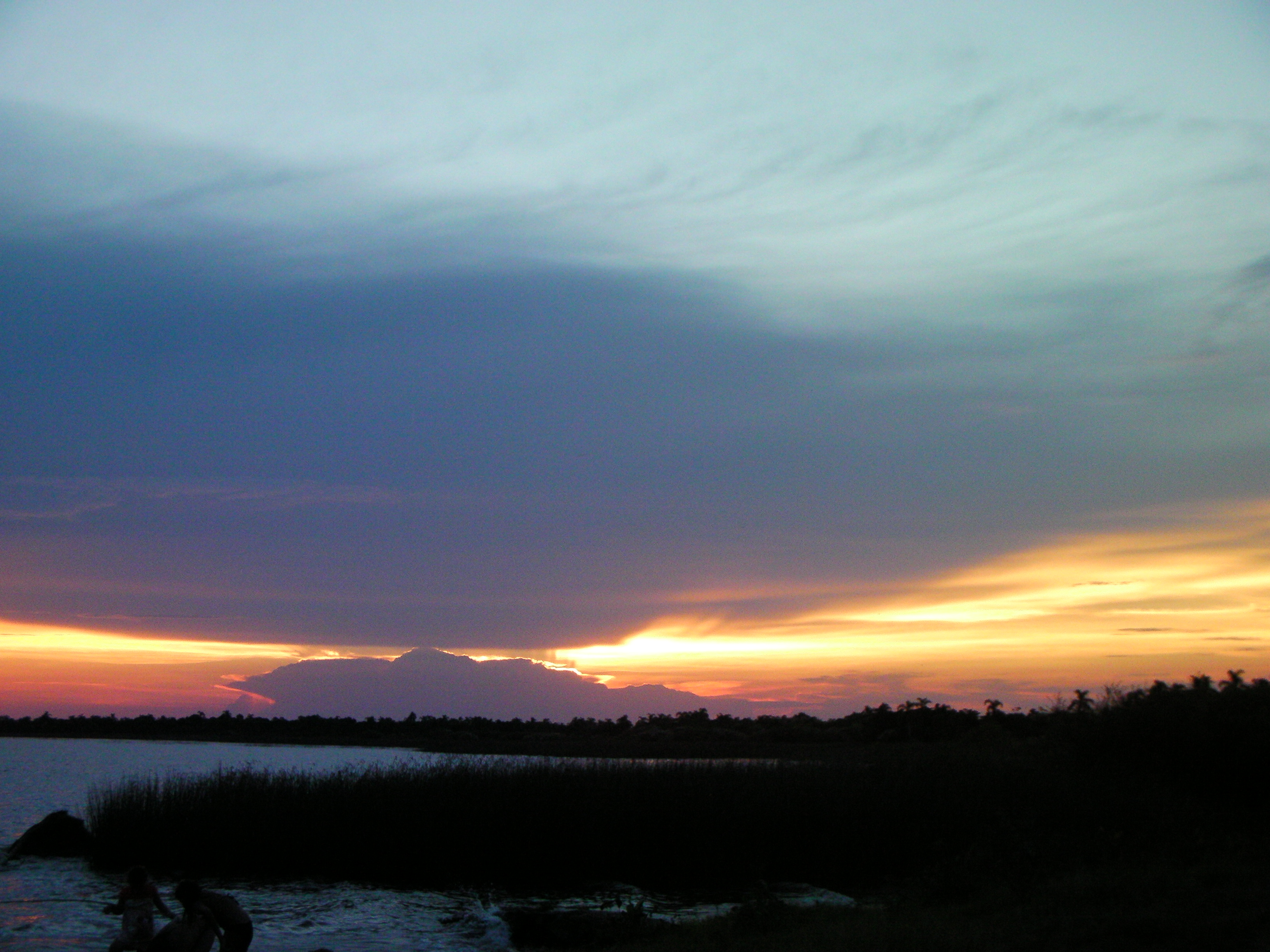
Parque Estadual do Camaquã de nível Estadual, localizado (a) em Camaquã (RS), São Lourenço do Sul (RS)

O Parque Estadual do Camaquã é uma das Unidades de Conservação do Governo do Estado do Rio Grande do Sul, Brasil.
Foi criado em 1975 pelo Decreto Estadual n° 23.798, delimitando uma área de 7.992,50 ha entre os municípios de Camaquã e São Lourenço do Sul às margens da Lagoa dos Patos, que inclui trechos de pampa e de mata atlântica, com predomínio desta última. O objetivo do parque é a preservação o delta do rio Camaquã, que inclui o Banhado do Caipira, o Rincão do Escuro e várias ilhas. Sua situação fundiária ainda não foi regularizada.